# Касимово (Ленинградская область)
Каси́мово (фин. Kasimo) — деревня во Всеволожском районе Ленинградской области, входит в состав Агалатовского сельского поселения.

## История
В XIV—XVI веках территория на которой располагается современная деревня находилась на границе двух погостов Ореховского уезда Водской пятины: Иванского Куйвошского и Воздвиженского Корбосельского. Граница проходила по небольшому ручью. На «Географическом чертеже Ижорской земли» Адриана Шонбека (1705), обозначены два пункта: Раса и Кабана.
На «Карте окружности Санкт-Петербурга» 1810 года на месте современной деревни упоминается деревня под названием Ямская.

СТРОИЛОВА — деревня мызы Вартемяки, принадлежит графам церемониймейстеру Андрею и штаб-ротмистру Григорию Шуваловым, жителей  121 м. п., 129 ж. п.; (1838 год)

На этнографической карте Санкт-Петербургской губернии П. И. Кёппена 1849 года она обозначена как деревня «Kassimowa», расположенная в ареале расселения эвремейсов.

СТРОИЛОВА — деревня гр. Шувалова по почтовому тракту, 36 дворов, 112 душ м. п. (1856 год)

Согласно «Топографической карте частей Санкт-Петербургской и Выборгской губерний» в 1860 году деревня Касимова Стройлова насчитывала 48 дворов.

СТРОИЛОВО (КАССИМОВО) — деревня владельческая при колодцах, 47 дворов, 146 м. п., 138 ж. п. (1862 год)

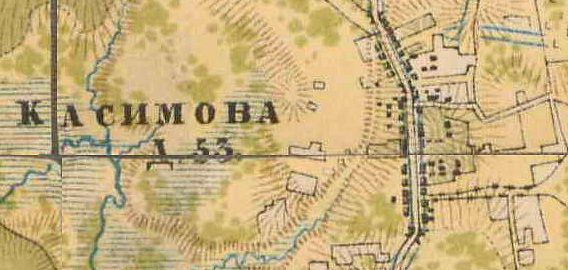
План деревни Касимово. 1885 год

В 1885 году, согласно «Карте окрестностей Петербурга», деревня насчитывала 53 двора. Сборник же Центрального статистического комитета описывал деревню так:

СТРОИЛОВА (КОСИМОВА) — деревня бывшая владельческая Вартемякской волости, дворов — 27, жителей — 160; Лавка. (1885 год).

В конце XIX — начале XX века деревня административно относилась к Вартемякской волости 4-го стана Санкт-Петербургского уезда Санкт-Петербургской губернии.

СТРОИЛОВО (КОСИМОВО) — деревня на земле Вартемякского сельского общества при Кексгольмском почтовом тракте 70 дворов, 156 м. п., 176 ж. п. — всего 332 чел.; 2 мелочных лавки. (1896 год)

В 1909 году в Касимово (Строилово) было 67 дворов.
В 1914 году в Касимово действовала земская школа (Касимовское училище), учителем которой была София Георгиевна Панова.
С 1917 по 1921 год деревня Строилово входила в состав Строиловского сельсовета Вартемягской волости Петроградского уезда.
С 1922 года в составе Верхне-Станковского сельсовета.
С 1923 года в составе Строиловского сельсовета Ленинградского уезда.
С 1924 года в составе Парголовской волости.

СТРОИЛОВО (КАСИМОВО) — деревня Строиловского сельсовета Парголовской волости, 87 хозяйств, 382 души.

Из них: русских — 86 хозяйств, 381 душа; немцев — 1 хозяйство, 1 душа. (1926 год)

В состав Строиловского сельсовета по данным переписи населения 1926 года входили: деревня Строилово (Касимово) и хутор Строилово. Сельсовет находился в составе Парголовской волости Ленинградского уезда.
С 1927 года в составе Парголовского района.
С 1928 года в составе Вартемягского сельсовета. В 1928 году население деревни составляло 380 человек.
С 1930 года в составе Куйвозовского финского национального района.
По данным 1933 года деревня называлась Строилово и входила в состав Вартемягского сельсовета Куйвозовского финского национального района.
С 1936 года в составе Токсовского финского национального района.
С 1939 года в составе Вартемягского сельсовета Парголовского района.

Деревня Касимово на карте 1939 года

Согласно топографической карте РККА 1939 года деревня насчитывала 64 двора. В 1940 году деревня также насчитывала 64 двора.
С 1954 года в составе Всеволожского района.
В 1958 году население деревни составляло 280 человек.
По данным 1966, 1973 и 1990 годов деревня называлась Касимово и также находилась в составе Вартемягского сельсовета.
В 1997 году в деревне Касимово Вартемягской волости проживали 115 человек, в 2002 году — 193 человека (русские — 86%).
В 2007 году в деревне Касимово Агалатовского СП — 124, в 2010 году — 241 человек.

## География
Деревня расположена в северо-западной части района на автодороге 41К-179 (Осиновая Роща — автодорога А121), между населёнными пунктами Агалатово и Вартемяги.
Расстояние до административного центра поселения 1 км.
Расстояние до ближайшей железнодорожной станции Левашово — 14 км.
Деревня находится на левом берегу реки Охты.

## Демография
| 1838 | 1862 | 1885 | 1896 | 1926 | 1928 | 1958 |
| ---- | ---- | ---- | ---- | ---- | ---- | ---- |
| 250  | ↗284 | ↘160 | ↗332 | ↗382 | ↘380 | ↘280 |
| 1997 | 2002 | 2007 | 2010 | 2011 | 2012 | 2013 |
| ↘115 | ↗193 | ↘124 | ↗241 | ↘181 | ↗216 | ↗219 |
| 2014 | 2017 |      |      |      |      |      |
| ↗268 | ↘124 |      |      |      |      |      |

Национальный состав
Согласно данным Всероссийской переписи населения 2021 года в деревне проживали 1206 человек, из них:
 русские — 1107, украинцы — 21, белорусы — 6, татары — 4, казахи — 3, башкиры — 2, чуваши — 2, аварцы — 1, евреи — 1, марийцы — 1, молдаване — 1, табасараны — 1, узбеки — 1, другие национальности — 2 человека, остальные национальность не указали.

## Инфраструктура
На 2014 год в деревне было учтено 91 домохозяйство.
На 2019 год в деревне было учтено 315 домохозяйств.

## Аэродром «Касимово»
К востоку от Приозерского шоссе, расположен аэродром второго класса «Касимово». Аэродром был построен за пять месяцев, 9 сентября 1941 года. В годы Великой Отечественной войны на этом аэродроме базировались 174-й штурмовой и 153-й истребительный авиаполки. После войны в 1960-х годах на аэродроме базировалась эскадрилья тактической разведки на самолетах МиГ-15, в начале 1980-х годов там базировалась 93-я отдельная смешанная авиаэскадрилия (самолёты Ан-2, Ан-14, вертолёты Ми-1, Ми-2, в конце 1980-х к ним прибавились вертолеты Ми-8 и Ми-24). Эта эскадрилья в 1993 году слилась с 172-м отдельным вертолётным полком, выведенным из Германии. Им командовал Герой Советского Союза Н. С. Майданов. В 1998 году полк расформировали, осталась 714-я база хранения, но в 2002 году её вывели.

## Улицы
1-й Прибрежный проезд, 1-й Радужный проезд, 1-й Светлый проезд, 2-й Прибрежный проезд, 2-й Радужный проезд, 2-й Светлый проезд, 3-й Светлый проезд, 4-й Светлый проезд, 5-й Светлый проезд, 6-й Светлый проезд, Академика Курчатова, Академика Малиновского, Академика Павлова, Академика Юрия Сидоренко, Александра Невского, Аришкина Дорога, Армейская, Береговая, Беринга, Боровая, Бородинская, Вартемяжский бульвар, Васильковая, Велосипедный проезд, Верхняя усадебная, Весенняя, Вишнёвая, Воскресенская, Дачная, Дежнева, Дубовая, Измайловская, Изумрудная, Каретная, Касимовский проспект, Короткий проезд, Курская, Кутузовская, Лазарева, Лесной проезд, Летняя, Лиственная, Луговая, Магазинная, Нахимовская, Нижняя Усадебная, Новый проезд, Офицерская, Охтинская, Полевая, Полтавская, Прибрежная, Приозерское шоссе, Пушкарская, Разъезжая, Северный проезд, Серединная, Солнечная, Спасская, Спортивная, Спортивный проезд, Суворовская, Тихая, Тупиковая, Уездная, Ушаковская, Хвойная, Цветной проезд, Цветочная, Центральный бульвар, Центральный проезд, Шелихова, Широкая, Янтарная, Ясный проезд.

## Садоводства
Луговое-Касимово, Охта-Йоки, Фактор.